# Dolmen del Roc de les Creus
El Dolmen del Roc de les Creus, o del Camp de la Coma, és un monument megalític del terme comunal de Conat, a la comarca del Conflent, de la Catalunya del Nord. En algun estudi ha estat anomenat també de Santa Margarida.
És al nord-est del terme, al nord-est, també de Nabilles, a prop del termenal amb Mosset i Rià i Cirac.
És un dolmen amb túmul, atès que la cista no podia ser enterrada per les característiques del terreny. És un dolmen que ha estat posat en dubte per diversos autors, però Jean Abelanet el dona per bo. El cita en la seva tesi doctoral del 1977, però publicada el 1990. Cal destacar, tanmateix, que el 2012 semblava destruït per una cleda de bestiar construïda en aquell lloc.